# Yagha
O Yagha é uma província de Burkina Faso localizada na região Sahel. Sua capital é a cidade de Sebba.

## Departamentos

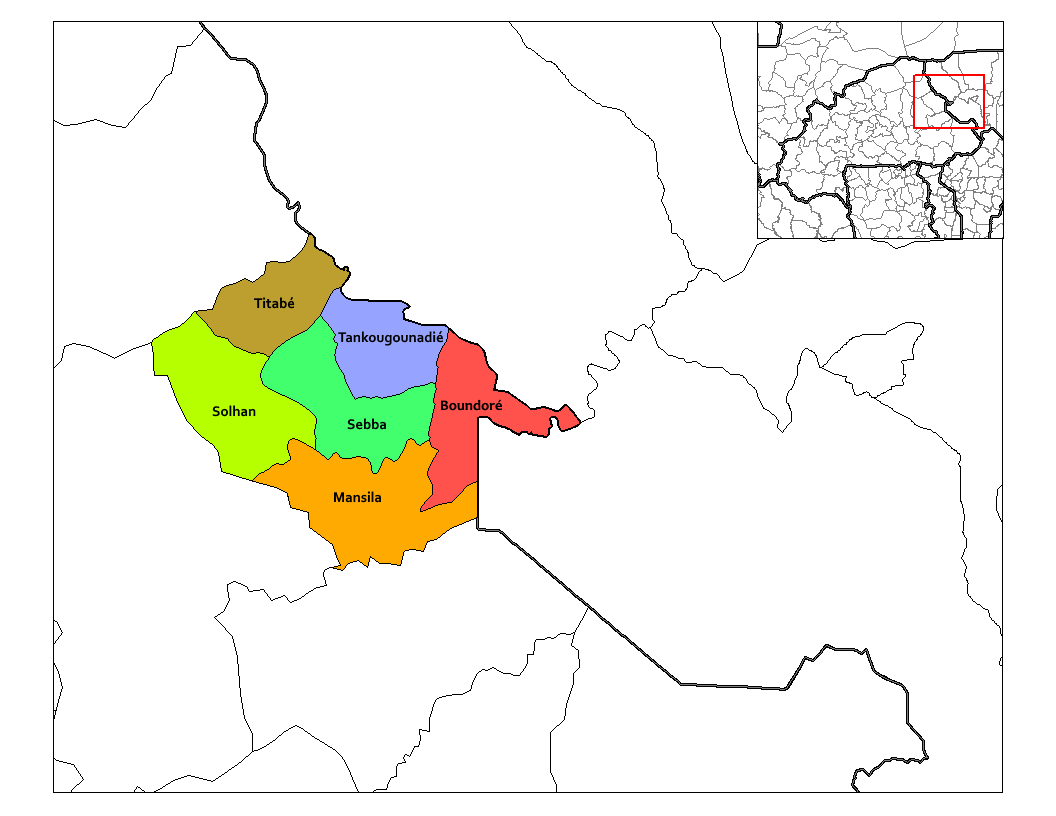
Localização dos diversos departamentos da província do Yagha, Burkina Faso

A província do Yagha está dividida em seis departamentos:
- Bondoré
- Mansila
- Sebba
- Solhan
- Tankougounadié
- Titabé